# Paweł Baran
Paweł Baran (ur. 30 października 1983 w Dąbrowie Tarnowskiej) – polski żużlowiec.

## Kariera sportowa
Wychowanek Unii Tarnów, licencję żużlową zdobył w 2001 roku. W sezonie 2004 w polskiej ekstralidze wystartował w 6 meczach zdobywając 11 punktów. W 2009 r. zakończył sportową karierę, zajmując się pełnieniem funkcji trenera–koordynatora w Unii Tarnów. W 2011 r. objął funkcję menedżera tarnowskiego zespołu.

### Osiągnięcia
- DMP: złoto (2004)
- MMPPK: złoto (2004)
- MDMP: brąz (2004)
- Puchar MACEC: złoto (2004)